# Podman
Podman (pod manager) è uno strumento open source per la gestione dei container sviluppato da Red Hat con il contributo della comunità. È progettato per essere un'alternativa a Docker  dal quale si differenzia per l'assenza di un daemon e il supporto per l'esecuzione di container senza privilegi di root.
Podman è conforme alle specifiche definite dall'Open Container Initiative (OCI)  e può essere installato su varie distribuzioni Linux come Red Hat Enterprise Linux, Fedora, Ubuntu e molte altre. È disponibile anche per macOS e Windows tramite l'uso di macchine virtuali o Windows Subsystem for Linux (WSLv2).
Basato sulla libreria libpod, offre API per la gestione del ciclo di vita dei container, dei pod, delle immagini e dei volumi. L'API di Podman è progettata per essere il più possibile simile all'API di Docker, facilitando la migrazione e l'integrazione con strumenti esistenti che utilizzano Docker.
Podman Desktop fornisce un'alternativa a Docker Desktop.

## Gestione di Podman
Il modo più comune per gestire Podman è attraverso la sua interfaccia a riga di comando (CLI). La CLI di Podman è compatibile con i comandi Docker. Questo significa che la maggior parte dei comandi funzionerà senza modifiche significative, rendendo facile l'uso per chi ha familiarità con Docker.
Per chi preferisce l'utilizzo di interfacce grafiche esiste Podman Desktop. Si tratta di un'interfaccia progettata per semplificare la gestione dei container e dei cluster Kubernetes. È disponibile per Windows, macOS e Linux.
Podman-compose è un'alternativa open source a Docker Compose, che consente di definire ed eseguire applicazioni multi-container utilizzando Podman. Utile per lavorare con file di configurazione YAML.
Podman offre un'API RESTful che consente di interagire con Podman tramite applicazioni e script.

## Sicurezza
A differenza di Docker, Podman, offre alcune caratteristiche pensate per aumentare il livello di sicurezza. Ad esempio consente l'esecuzione di container senza privilegi di root, riducendo il rischio di escalation dei privilegi.
Podman non utilizza un daemon centrale, il che significa che ogni comando viene eseguito come un processo indipendente. Questo elimina la necessità di un singolo processo di lunga durata che gestisca tutti i container, riducendo così la superficie d'attacco poiché non esiste un punto centrale che, se compromesso, possa influenzare tutti i container.